# Поленово
«Поле́ново» — государственный мемориальный историко-художественный и природный музей-заповедник художника Василия Поленова в Заокском районе Тульской области, на правом берегу Оки, в бывшей усадьбе Борок.
По проектам В. Д. Поленова в усадьбе построены главный дом, мастерская художника «Аббатство», флигели, службы, а также расположенные в 2 км от Поленова в селе Бёхово Троицкая церковь и школа, где организован народный театр для крестьян и их детей в селе Страхово.
В 1931 году в усадьбе открыт дом-музей.
Музей-заповедник располагает собственным туристическим центром, где находятся экскурсионный отдел, касса, сувенирная лавка, кафе, выставочный и конференц-залы, стоянкой автомашин.

## География
Расстояние до Москвы — около 130 км, до Тулы — 70 км, районного центра Заокский с музеем-вокзалом Тарусская — 10 км, селом Велегож, с памятником архитектуры церкви Рождества Богородицы — 6 км, музей граничит с памятником природы «Зелёная зона дома отдыха Велегож», селом Страхово — 1 км. В Заокском районе находятся: музей командира крейсера «Варяг» В.Ф. Руднева и музей-усадьба А.Т. Болотова «Дворяниново».

## История
Василий Дмитриевич Поленов приобрел имение на высоком берегу Оки в 1890 году и перебрался туда из Москвы вместе с семьей. В нем художник возводит постройки по собственному проекту. Поленов мечтал, что усадьба станет «гнездом художников», а со временем превратится в первый провинциальный общедоступный музей.
«Мы в Бёхове стали строить временный домик, потом обращенный в кухню. <…> На Петровской ярмарке в Тарусе купили все необходимые плошки да ложки, устроили дом и перевезли ребят, Митю и Катю», - вспоминала жена художника Наталья Васильевна Поленова. 
В своем имении Поленовы пережили и революцию 1917 года. Послереволюционные годы переживали с трудом.
«Мы, т. е. Наталья Васильевна, Митя и я, живем в нашей усадьбе близ Бёхова. Дочери наезжают из Москвы. Они работают, кто рисует, кто вышивает, кто слушает лекции и переводит. Я пишу этюды и иногда продаю. Вообще трудно теперь зарабатывать…<…> Вот третий год, что Россию постигает неурожай, а в результате голод», - писал Поленов в 1920-х годах.
Еще при жизни художника в усадьбе открылся музей. Его посещали, как школьники и отдыхающие ближайших санаториев, так и крестьяне, чему сам художник очень радовался.
И сам художник, и его жена были похоронены около церкви Святой Троицы, которую Василий Дмитриевич Поленов построил по просьбе крестьян в селе Бёхово.
Среди наиболее ценных экспонатов графики, картин и скульптур представлены коллекции археологии (Древняя Греция и Древний Египет, VII—VI века до н.э.), оружия, мемориальных книг. В коллекции музея хранится не только работы художника В.Д. Поленова, но и его учеников: К.А. Коровина и И.И. Левитана.

## Состав зданий усадьбы

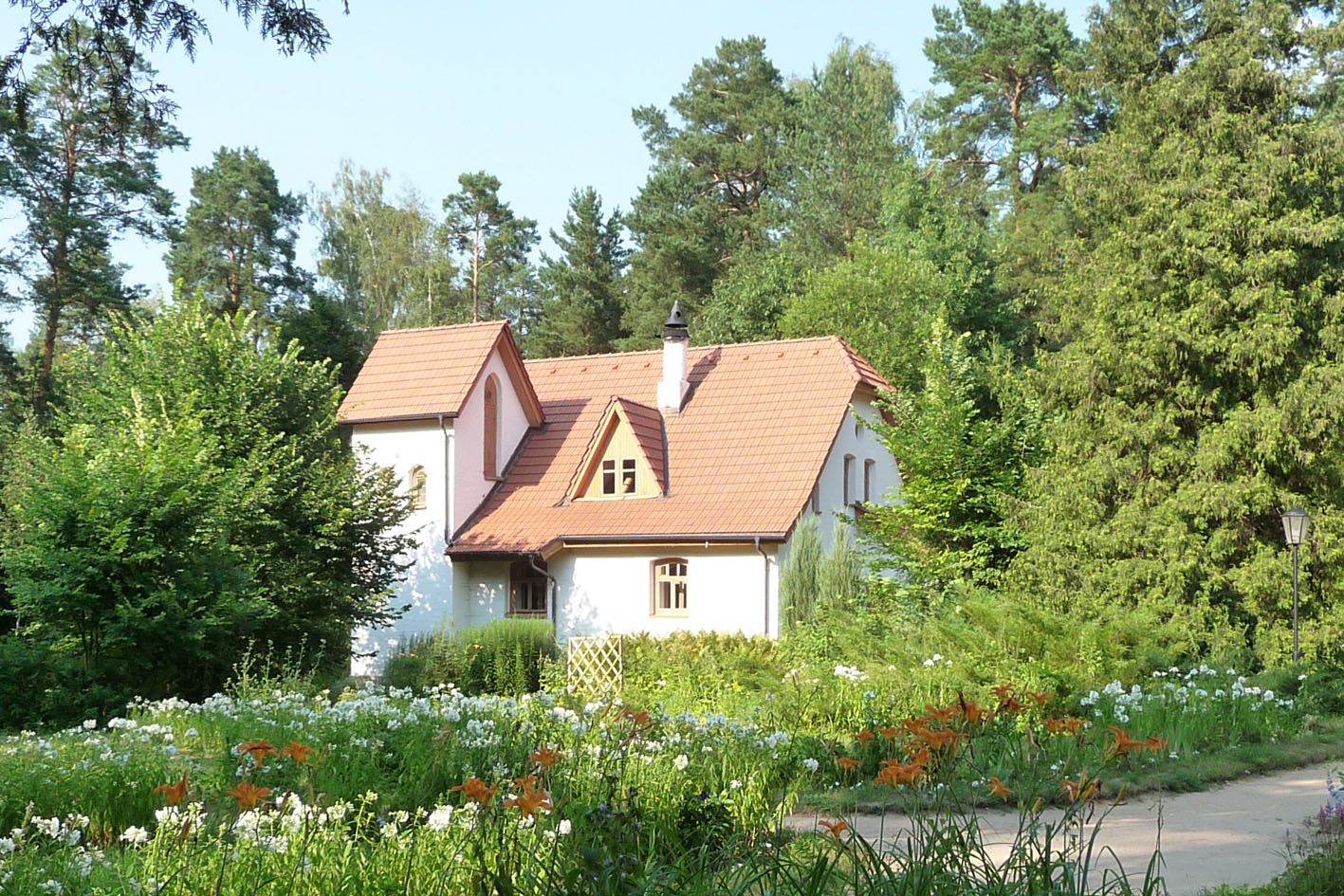
Аббатство — мастерская художника

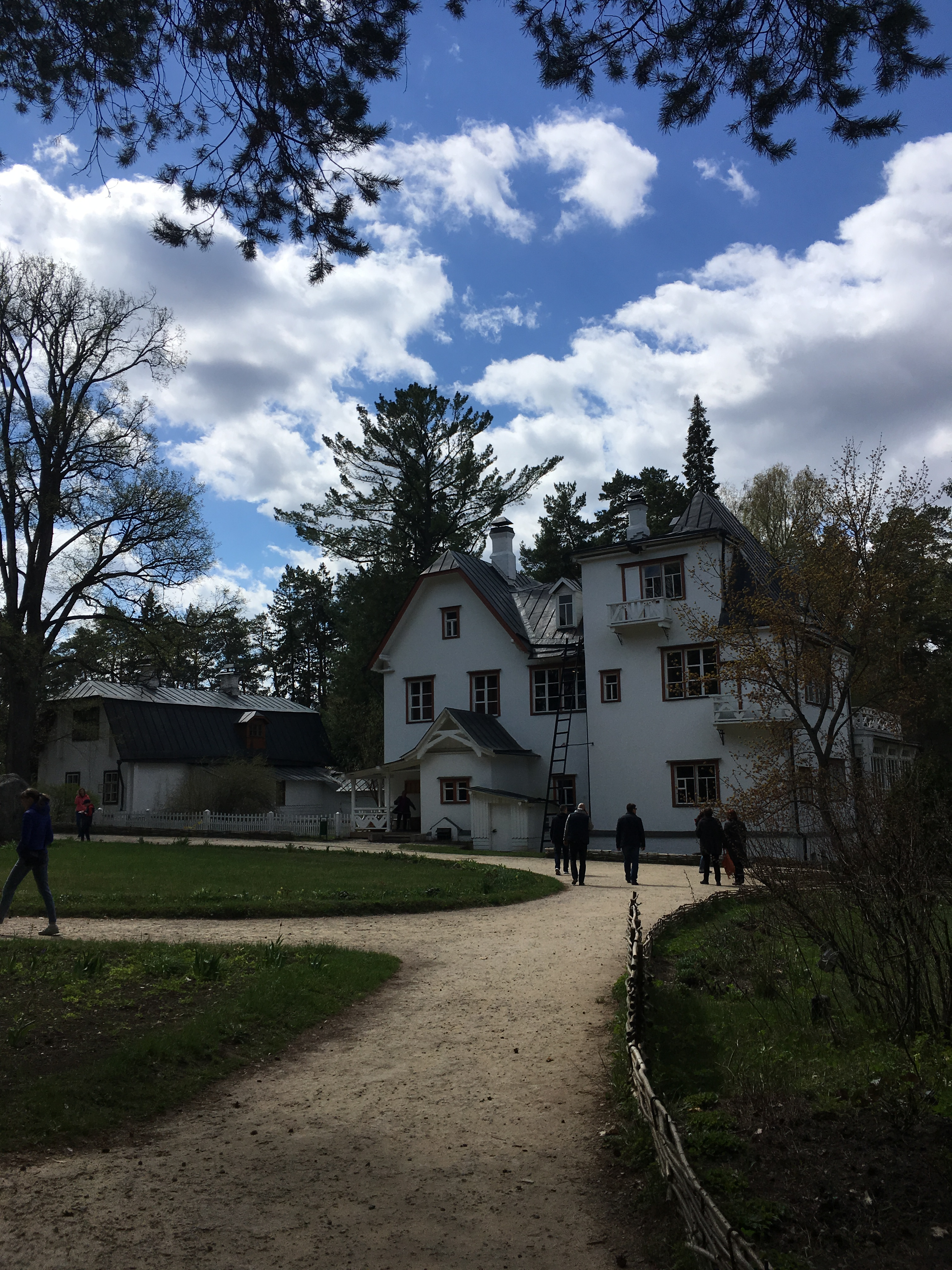
Поленово. Дом-музей

1. Большой дом (1892) — находится основная выставка.
2. «Аббатство» (1904) — мастерская художника.
3. «Кошкин домик»
4. «Адмиралтейство» (лодочный сарай) — расположена <<Диорама>>, уникальная работа В.Д. Поленова, созданная в последние годы жизни для детей. Это кругосветное путешествие в картинках.
5. «Дом Прокофьева»
6. Флигель № 1
7. Дом управляющего
8. Коровник
9. Фахверк (хозяйственный сарай) — находится выставочный зал, где устраиваются экспозиции из фондов музея, связанные со знаковыми событиями в жизни и творчестве представителей поленовского рода и жизни усадьбы.
10. Сенной сарай
11. Конный двор
12. Службы
13. Омшаник
14. Дом садовника
15. Детский домик — проводятся мастер-классы по художественным промыслам и традиционным ремеслам.

### Большой дом
Трехэтажный деревянный дом на каменном фундаменте с белыми стенами, возведенный на вершине холма над Окой в 1892-м, до сих пор сохранил свой первоначальный вид. Он асимметричен: выстроен в двух уровнях. Фасады дома различны, но гармонично связаны между собой разновеликими окнами разнообразных форм, балконами, скатами крыши. Сам Поленов определил архитектурный стиль своего дома, как «скандинавский». За неповторимыми, присущими только Поленову находками, оригинальными замыслами и решениями неизменно различаются черты, ставшие впоследствии общими для стиля модерн, который ярче всего проявился в архитектуре и декоративно-прикладных искусствах, непосредственно связанных с искусством интерьера. В Большом доме деление на комнаты парадные и жилые Поленов сохраняет, но в значительно смягченном виде по сравнению с традиционной русской усадьбой. Всё пространство первого этажа одновременно и жилое, и трактуется, как художественное, музейное. Декор каждого помещения: роспись, мозаика, витражи – был непосредственно связан с теми вещами, которые предполагалось в нем разместить. Композиция и поэтика Большого дома отражают поленовское представление об устройстве мира, его гармонии. Мебель в доме, отдельные детали интерьера (двери, дверные замки) сделаны были по эскизам художника. Во всех комнатах первого этажа – большие итальянские окна с чёрного цвета рамами, создающие впечатление обрамленного пейзажа за окном. Огромные окна зрительно уничтожают плоскость стены и делают очень хрупкой грань между миром природы и миром дома. Дом был оснащён всеми удобствами: проведена вода, на первом и втором этажах были ванны. Отапливался дом, кроме обычных дровяных, так называемыми «амосовскими печами»: теплый воздух от нагретых чугунных щитов поднимался по трубам, проложенным в стенах, в комнаты, где были сделаны специальные отдушины. Поленов проявил себя как замечательный мастер интерьера, тонко чувствующий его художественные и утилитарные особенности.

### Аббатство
«Аббатство» было построено в 1904 году; по этому поводу Василий Дмитриевич писал Ивану Владимировичу Цветаеву из усадьбы «Борок»: «…Мы до сих пор в деревне, где я в это лето соорудил себе мастерскую, но вышло почему-то аббатство. Тем не менее я несказанно доволен: окно огромное, свет чудный. Я всю жизнь об этом мечтал, а теперь как-то не верится». Поленов тщательно продумал планировку Аббатства и назначение всех помещений. В самой мастерской — огромное окно, выходящее на север, дает рассеянный свет, что необходимо живописцу. Здесь можно было, расстелив во всю ширину комнаты холст, работать над театральными декорациями, а для того, чтобы взглянуть издали на большое полотно, достаточно было подняться наверх, в мансарду, и посмотреть вниз через специально вырезанный в потолке люк. Помещение мастерской легко превращалось в зрительный зал со специально предусмотренной сценой, украшенной по бокам двумя каменными колоннами из тарусского известняка (его Поленов называл «тарусским мрамором»). При жизни Поленова Аббатство было его любимым местом работы и отдыха. Из помещения мастерской узкая дверь ведет в кирпичную башню с небольшими узкими окнами и балконом. Башня была предназначена Поленовым для хранения семейного архива. Интерьер мастерской интересен сочетанием кирпичных стен с деревянными конструкциями потолка, деревянными стойками-колоннами и бревенчатыми стенами второго этажа. Мастерская отделяется от кабинета художника деревянной перегородкой. Через сцену можно попасть на застекленную террасу, где стоял специальный стол с ящиками для окских камешков, рассортированных по цветам, служивших В.Д. Поленову и Е.М. Татевосяну для мозаичных работ. Мозаика «Лилия» работы Поленова — бесспорное украшение Аббатства.

### Адмиралтейство
Перед самым выходом из усадьбы на Оку, слева от Окской аллеи, находится здание поленовского Адмиралтейства – восстановленного сарая для зимовки лодок, построенного по типу фахверка в 1895 году. Фахверковые постройки характерны для западноевропейского средневековья. Это — поставленные на цокольный каменный этаж конструкции вертикальных и горизонтальных деревянных брусьев, пространство между которыми заполняется каменной кладкой на глиняном растворе. Фасад украшен настоящим штурвалом, а вокруг настоящие якоря. Ока властвовала над усадебной жизнью. «Это был лодочный сарай, как Поленов называл его «Адмиралтейство». Поленов летние месяцы мало занимался живописью, а большую часть времени проводи в лесу — чистил, прорубал, лечил, и на реке, где много работал над дамбой, которой думал задержать песок и восстановить пляж, бывший в начале пребывания в этих местах: дамбу называл «восьмым чудом света».

### Детский домик
Справа от Большого дома и Аббатства стоит маленький домик, так называемая «избушка», где играли дети. Е.А. Струнникова, друг семьи Поленовых, вспоминала: «Избушка тогда была внутри вся оборудована под настоящую русскую избу с хохломской мебелью: стол, скамьи, табуретки – всё было хохломское, а на крылечке висел рукомойник – горшочек с носиком, купленный, вероятно, на ярмарке в Тарусе». Здесь же располагался живой уголок: кроликами с крольчатами, утки с утятами, куры с цыплятами, а также устроен небольшой детский огород. 

### Фахверк
В поленовской усадьбе почти все хозяйственные постройки были фахверковыми. Фахверк состоял из горизонтальных элементов и раскосов, свободное пространство между которыми заполнялось камнем. Он был не только конструктивным, но и декоративным элементом, разбивая фасад на панели различной формы и придавая зданию своеобразный вид. Фахверковый сарай был построен в 1895 году из известняка — «тарусского мрамора». Во времена усадебной жизни в нем с торцевой стороны было хранилище садового инвентаря, с фасада, в самом большом помещении, была столярная мастерская Ивана Михайловича Никишина, который по чертежам Поленова делал лодки для поленовской флотилии. Восточная торцевая часть была амбаром, где хранилось зерно для лошадей. В Фахверковом сарае в 1980 — начале 1990–х годов был проведен полный цикл реставрационно–восстановительных работ. 

### Парковый ансамбль

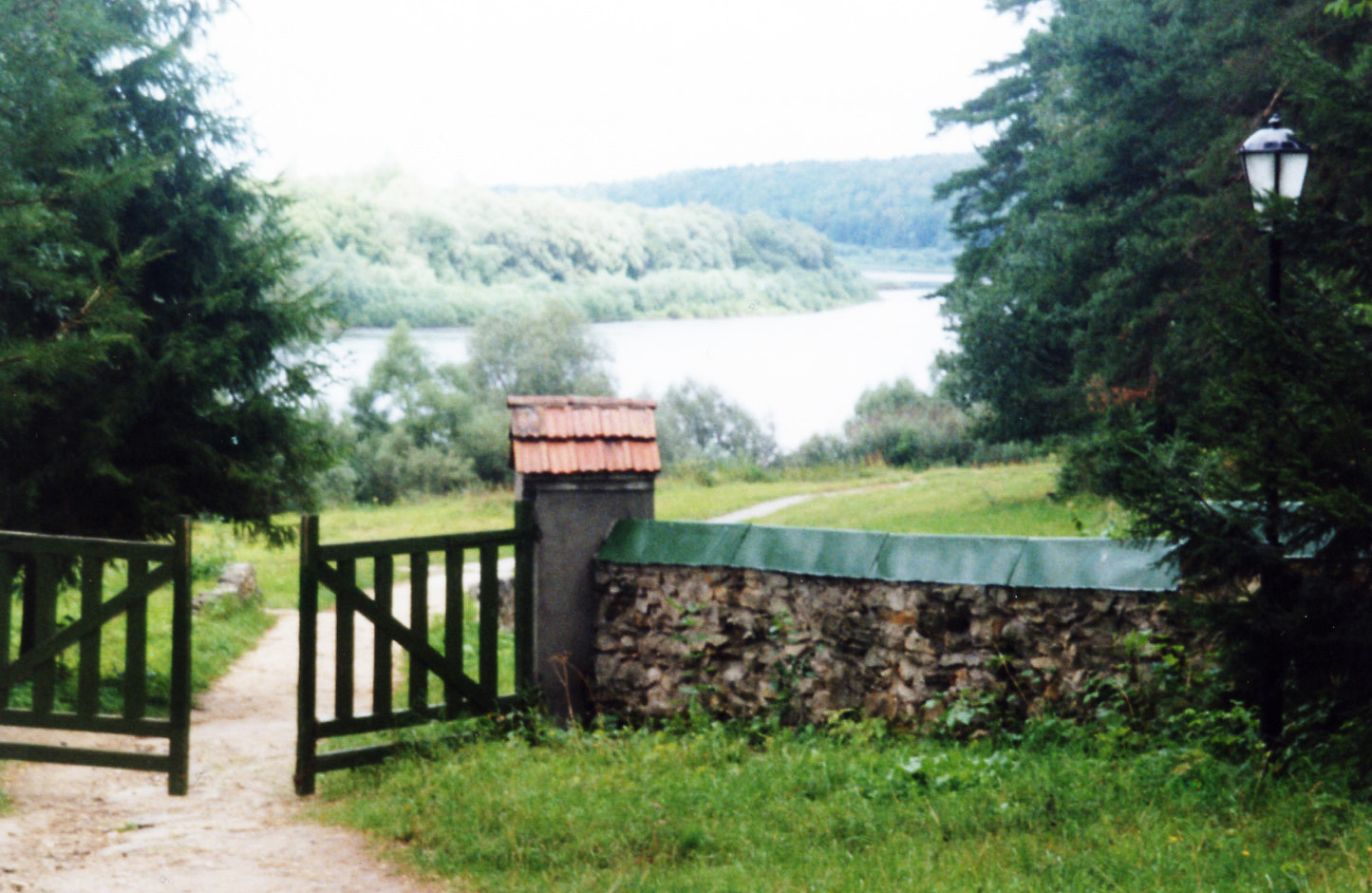
Усадьба Поленово. Вид на реку Оку.

Вокруг усадьбы поднялся молодой лесок, в котором стараниями художника наряду с местной флорой: сосны, осины, березы, дубы, клёны, появились туя, американский клён, кедр, пихта. Пришло время — и прорубили просеки, проложили дорожки. Лес превратился в парк, в котором были Березовая и Въездная аллеи, пруд, Уборова гора, названная так за обилие цветов и разнотравье, которым она поражает, начиная с весны и до поздней осени;  Дубово – излюбленное место игр детей Василия Дмитриевича. Все заветные места в парке имели свои названия, которые большей частью придумывал сын художника Дмитрий, обладавший богатой фантазией. Фёдор Дмитриевич Поленов внук художника, пишет об этом так: «С террас музея хорошо просматривается парк, который сегодня уже можно назвать старинным. 
Парк – детище Василия Дмитриевича, большинство сосен здесь посажено его руками, руками друзей и учеников, членов его семьи. К парку всегда отношение в семье художника было особым — как к живому существу, естественному продолжению музея, лучше сказать — его составную часть. Бережная забота о деревьях, об их росте и развитии была так же присуща Поленову-человеку, как забота о своих учениках». В подборе цветочных культур для усадебных клумб был сделан акцент не на экзотичность, а на «похожесть», созвучность с местной фауной: маки, тюльпаны, примулы, ноготки, васильки, вербена, ирисы, флоксы, левкои, мальвы, георгины и астры. Изысканные цветы не затмевали очарования простых полевых. Главные усадебные здания окружены цветниками, имеющими «свой» характер. Возле Аббатства цвели мальвы и разноцветные циннии. В архитектурном плане три стороны Большого дома воспринимаются, как фасады, которым соответствуют и цветники разного характера. При входе, около крыльца, высаживались крупные левкои – от бледно-розовых до темно-лиловых. Перед Большим домом был устроен Круг — большая плоская круглая клумба, которая по проекту Поленова превратилась в луг с цветами — «Мавританский газон». С западной стороны дома художник устраивает эспланаду, выравнивая для цветников искусственным способом почву. При жизни художника цветник на эспланаде был обустроен по принципу английского: с неправильной формы клумбами. Доминирующим цветом этих газонов всегда был зеленый. По краям зеленого поля рядами высаживались цветы: нарциссы, ирисы разной окраски (Василий Дмитриевич очень любил этот цветок: он ему напоминал рыцарское, готическое), белые флоксы, удивительным образом сочетающиеся с белыми стенами Большого дома. Эспланада заканчивалась изогнутой полосой, на которой произрастали гладиолусы, лилии, мелкие махровые розочки. По ее периметру – любимые кустарники художника — сирень, жасмин, и эта природная кулиса создает чувство укромности, защищенности пространства, тем не менее, напрямую связанного с окским пейзажем через Окскую перспективу.

## Музейные мероприятия
В музее предоставляются интерактивные мероприятия: школа народного мастерства <<Живое наследие>>, музейные проекты <<Музей и школа>>, <<Дети талантливее взрослых>>. Событийные мероприятия: межрегиональный фестиваль детского творчества <<Курочка Ряба>> (май), культурно-выставочный проект <<Поленов на Святой Земле>>, международный фестиваль искусств <<Век музыки в усадьбе Поленово>> (июнь), традиционный спектакль <<Театр на лужайке>> (август), <<Театр Новогодней ёлки>> (последняя неделя декабря). Музей входит в туристические маршруты: "Большой усадебное кольцо", "Прогулка по р. Оке", "Русские литературные усадьбы", "Автобусный тур по русским усадьбам".

## Память

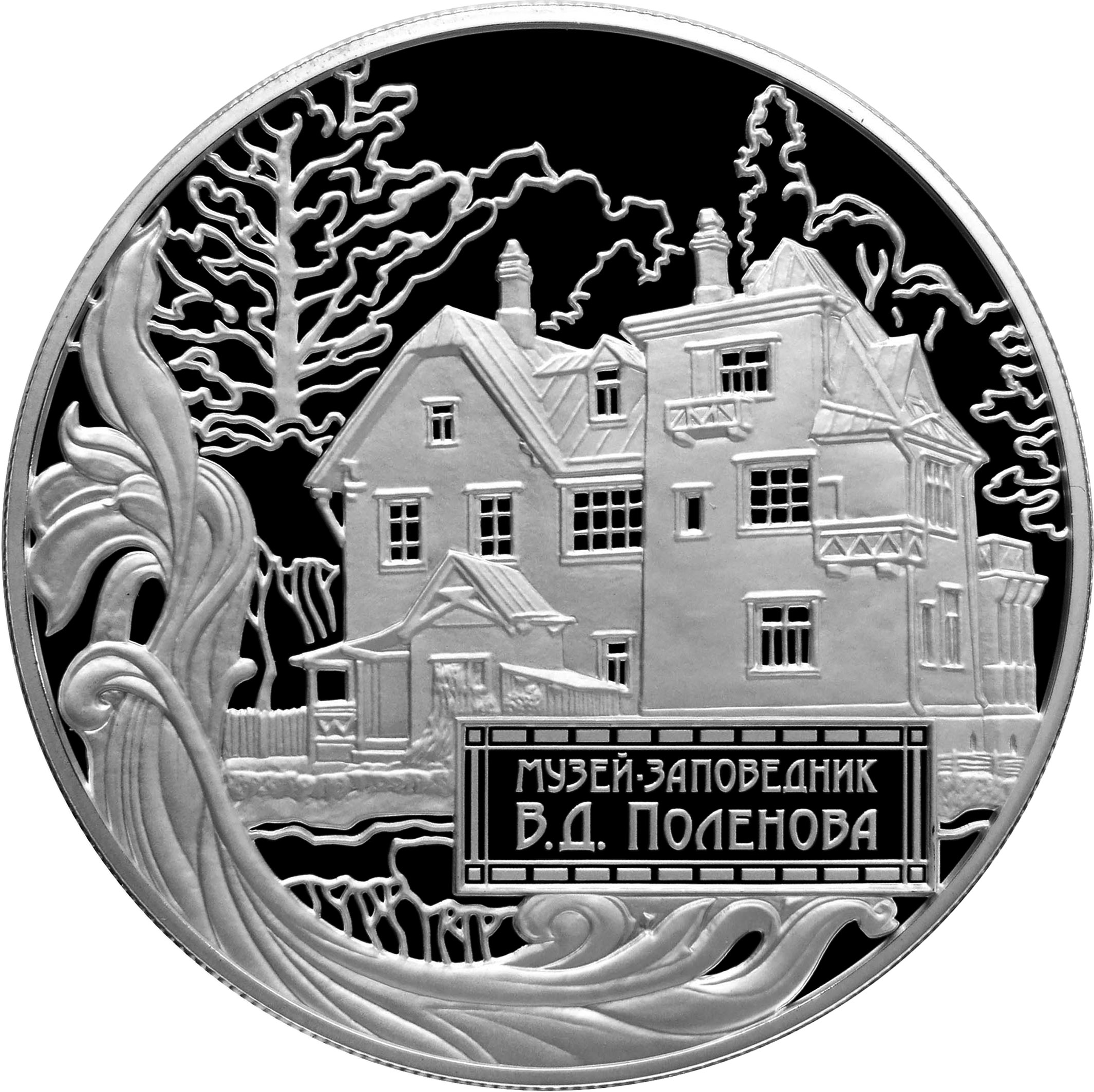
25 рублей 2012 года

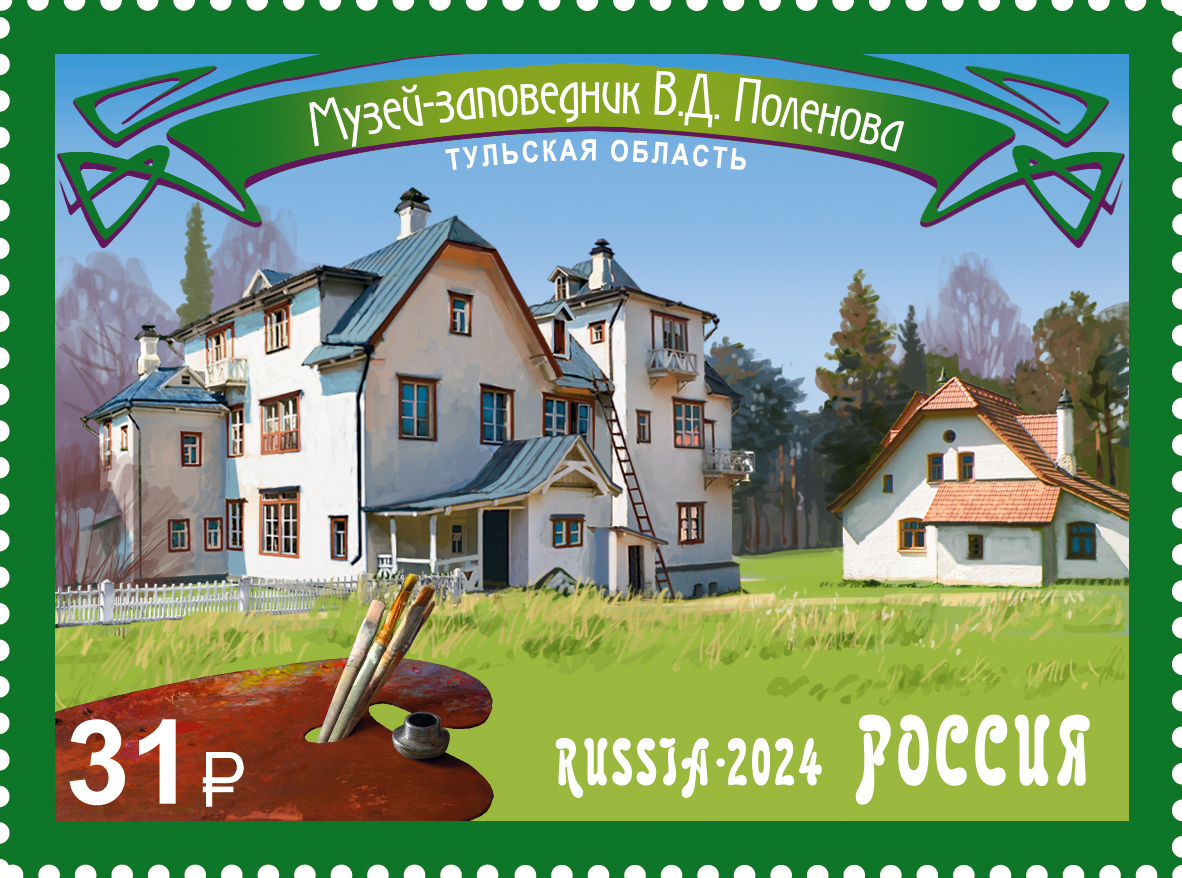
Марка Почты России, 2024 год.

- 1 марта 2012 ЦБ РФ выпустил серебряную монету, посвящённую музею-заповеднику В. Д. Поленова[5].
- 15 ноября 2024 года Почта России выпустила марку, на которой изображено главное здание усадьбы[6].